# Rentová marka

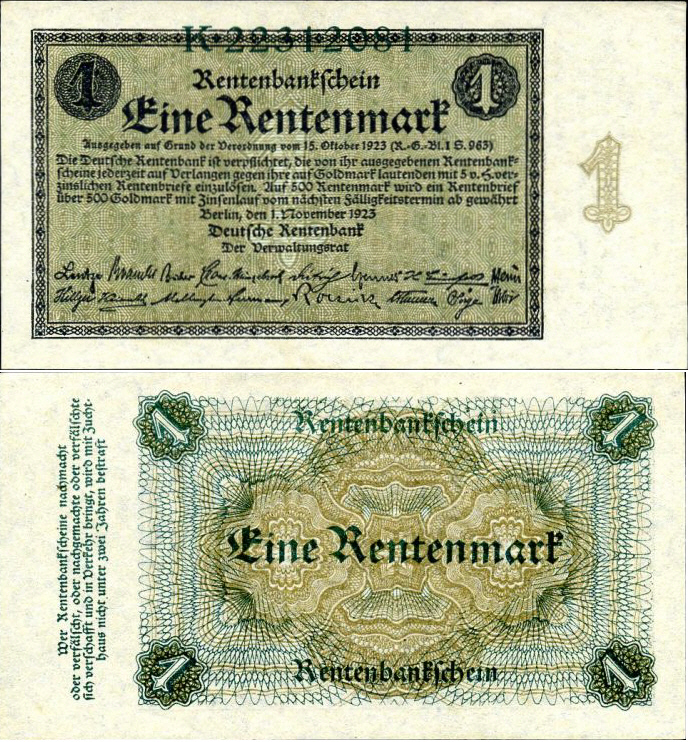
1 Rentenmarka - vydání z 1. listopadu 1923

Rentenmark či rentová marka byla měna zavedená v Německu 15. listopadu 1923, aby zastavila hyperinflaci, jež začala roku 1922. Nahradila tak tzv. papírovou marku (papiermark) zavedenou v roce 1914. Jedna rentenmarka se dělila na 100 rentenfeniků. V roce 1924 byla tato měna nahrazena novou říšskou markou (reichsmark).
Operace se zavedením nové měny byla z dílny ministra financí Hanse Luthera, na základě tzv. nouzového zákona (ermächtigungsgesetz), který dal vládě mimořádné pravomoci v oblasti finančních a hospodářských záležitostí. Kvůli hospodářské krizi po první světové válce nebylo v Německu k dispozici dost zlata, které by měnu krylo. Luther tak využil myšlenku ekonoma Karla Helffericha, aby měna byla podložena půdou využívanou k zemědělství a podnikání. Tato půda byla formálně dána do "zástavy". Odtud i název měny, rente je v němčině technický termín pro hypotéku či zástavu. Rentenmark byla zavedena v poměru jedna rentenmarka k jednomu bilionu starých papírových marek, se směnným kurzem 4,2 rentenmarky za jeden americký dolar (8 korun československých), což byl stejný kurz, jaký měla zlatá marka před rokem 1914. Rentová marka byla vydána v kusech po 1, 2, 5, 10, 50, 100 a 1000 markách, i v mincích po 0,01, 0,02, 0,05, 0,1 a 0,5 rentových marek. Hyperinflace se po zavedení nové měny prakticky okamžitě zastavila. Vzhledem k tomu je operace považována za jeden z nejúspěšnějších monetárních experimentů v dějinách, ve své době byla dokonce označována za zázrak. Unikátnost operace spočívala v tom, že inflace nebyla zkrocena tradičním nástrojem, tedy zmenšením množství peněz v oběhu (množství peněz v oběhu bylo naopak brzy navyšováno, aniž by spustilo inflaci), ale pouhým psychologickým efektem obnovení důvěry v měnu. Tento pozitivní psychologický účinek patrně vyplýval z toho, že půda byla obyvatelstvem vnímána jako hmatatelná a neztratitelná hodnota. Úspěšnost rentenmarky dokazuje i to, že nově zavedená říšská marka v roce 1924 byla vydána v poměru 1:1 vůči rentenmark. Rentenbank tak mohla zůstat v oběhu, poslední její bankovky a mince byly staženy až roku 1948. Říšská marka byla zavedena po přijetí Dawesova plánu, který měnil podmínky poválečných reparací - a marka tak mohla být znovu kryta zlatem.
Celá operace se zavedením rentové marky a následného přechodu k říšské marce se stala základem relativního hospodářského rozmachu výmarské republiky, který však nebyl doprovázen stabilizací politickou.